# 波茨山

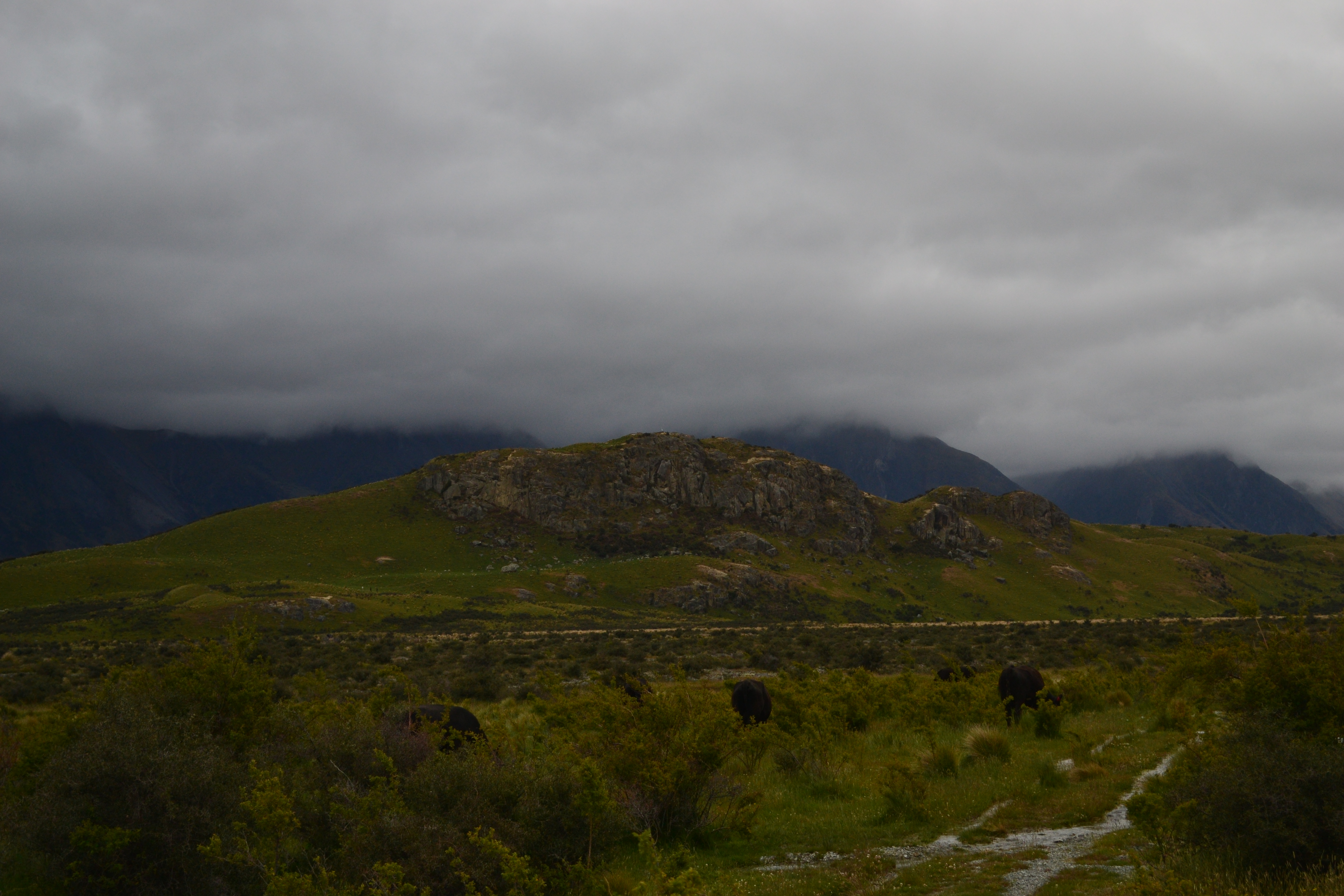
波茨山

波茨山（Mount Potts）是新西兰南島的一個山峰，也是一個越野滑雪基地。此處的滑雪场占地660公顷。波茨山距離梅思文一小时车程，距離基督城两小时车程。